# 张滨华
张滨华（1944年2月—），黑龙江哈尔滨人，中华人民共和国政治人物、外交官。

## 生平
1969年，毕业于北京外国语学院英语系。1973年，进入中华人民共和国外交部工作。1998年12月，出任首任中华人民共和国驻汤加大使。2002年4月，出任中华人民共和国驻密克罗尼西亚联邦大使。2004年6月，自驻密克罗尼西亚联邦大使离任。